# Synarsis pulla
Synarsis pulla är en stekelart som beskrevs av W. Foerster 1878. Synarsis pulla ingår i släktet Synarsis och familjen pysslingsteklar. Inga underarter finns listade i Catalogue of Life.